# Plasmodiophora
Genre
Plasmodiophora est un genre de rhizaires de la famille des Plasmodiophoridae.
Ce genre comprend notamment l'espèce Plasmodiophora brassicae, agent responsable de l'hernie du chou.

## Liste d'espèces
Selon Catalogue of Life (26 septembre 2014) :
- Plasmodiophora alni
- Plasmodiophora brassicae

Selon Index Fungorum (26 septembre 2014) :
- Plasmodiophora alni (Woronin) Möller 1885
- Plasmodiophora bicaudata Feldmann 1941; Protozoa
- Plasmodiophora brassicae Woronin 1877
- Plasmodiophora diplantherae (Ferd. & Winge) Ivimey Cook 1932; Protozoa
- Plasmodiophora elaeagni J. Schröt. 1886; Protozoa
- Plasmodiophora fici-repentis Andreucci 1926; Protozoa
- Plasmodiophora halophilae Ferd. & Winge 1913; Protozoa
- Plasmodiophora lewisii P.M. Jones 1930; Protozoa
- Plasmodiophora maritima Feldm.-Maz. 1958; Protozoa
- Plasmodiophora solani Brehmer & Bärner 1930; Protozoa
- Plasmodiophora tabaci P.M. Jones 1926; Protozoa
- Plasmodiophora vitis Viala & Sauv. 1891; Protozoa

Selon ITIS (26 septembre 2014) :
- Plasmodiophora brassicae Woronin

Selon NCBI (26 septembre 2014) :
- Plasmodiophora brassicae
- Plasmodiophora diplantherae